# Diocesi di Pescia

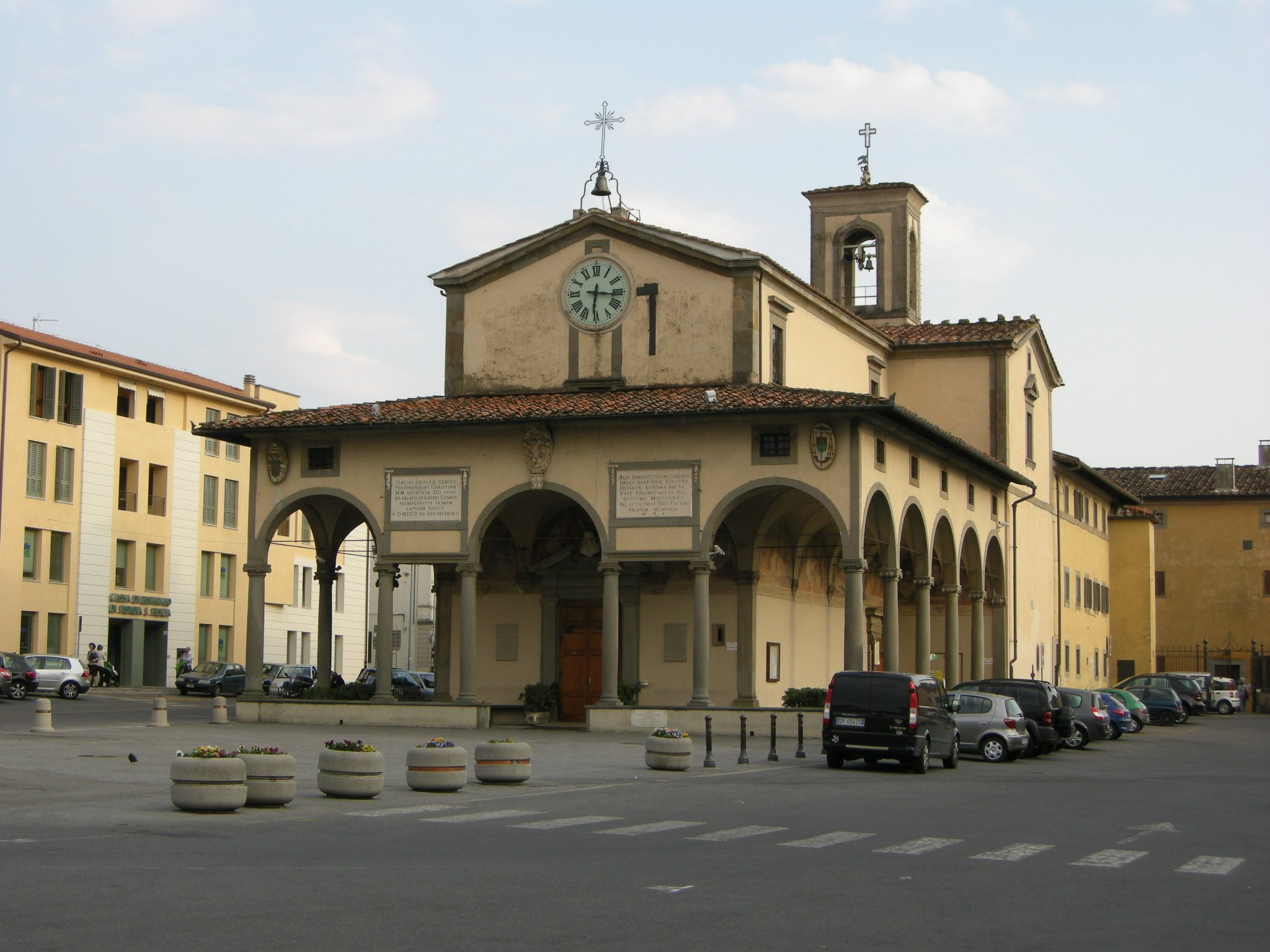
La basilica santuario di Santa Maria della Fontenuova a Monsummano Terme.

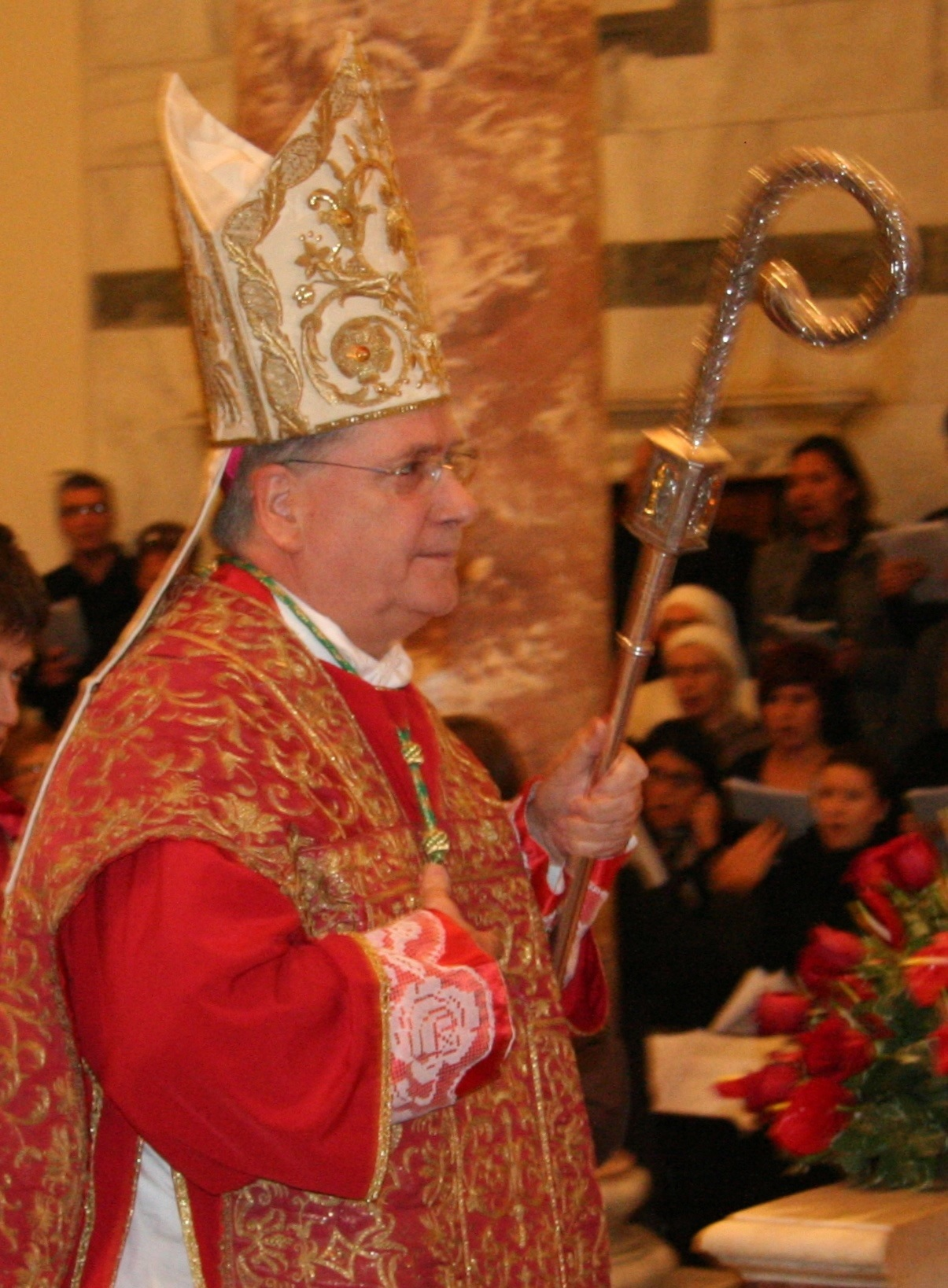
Il vescovo di Pescia, Fausto Tardelli, nominato il 14 ottobre 2023.

La diocesi di Pescia (in latino Dioecesis Pisciensis) è una sede della Chiesa cattolica in Italia suffraganea dell'arcidiocesi di Pisa appartenente alla regione ecclesiastica Toscana. Nel 2023 contava 110.700 battezzati su 120.200 abitanti. È retta dal vescovo Fausto Tardelli.

## Patroni
- Maria Santissima della Fontenova (9 giugno), patrona principale.
- Sant'Allucio (23 ottobre), patrono secondario.

## Territorio
Il territorio della diocesi di Pescia si estende su tre province della Toscana per un totale di 12 comuni: 
- in provincia di Pistoia i comuni di Pescia (eccetto le frazioni di Aramo, Collodi, Fibbialla, Medicina, Pontito, San Quirico, Stiappa, Veneri, che fanno parte dell'arcidiocesi di Lucca), Uzzano, Chiesina Uzzanese, Buggiano, Ponte Buggianese, Massa e Cozzile, Montecatini Terme, Pieve a Nievole e Monsummano Terme;
- in provincia di Lucca i comuni di Altopascio (eccetto la frazione di Badia Pozzeveri, che fa parte dell'arcidiocesi di Lucca) e Montecarlo;
- in provincia di Firenze la frazione di Massarella del comune di Fucecchio[1].

Sede vescovile è la città di Pescia, dove si trova la cattedrale di Maria Santissima Assunta e di San Giovanni Battista. In diocesi sorgono anche due basiliche minori: la basilica di Santa Maria Assunta a Montecatini Terme, e la basilica-santuario di Santa Maria della Fontenuova a Monsummano Terme.

### Vicariati e parrocchie
Il territorio si estende su 224 km² ed è suddiviso in 42 parrocchie, raggruppate in 4 vicariati:
- il vicariato di Pescia comprende 16 parrocchie del comune di Pescia, del comune di Uzzano e alcune del comune di Buggiano;
- il vicariato di Chiesina Uzzanese comprende 10 parrocchie dei comuni di Chiesina Uzzanese, Ponte Buggianese, Montecarlo, Altopascio e una parrocchia del comune di Fucecchio;
- il vicariato di Montecatini Terme comprende 10 parrocchie del comune di Montecatini Terme, Massa e Cozzile, Buggiano;
- il vicariato di Monsummano Terme comprende 6 parrocchie dei comuni di Monsummano Terme e Pieve a Nievole.

A partire dal 20 novembre 2016, tramite un accordo tra i vescovi di Pescia e di Lucca, le parrocchie delle frazioni di Pescia appartenenti all'arcidiocesi di Lucca, pur rimanendo formalmente parte di questa sede arcivescovile, sono affidate alla cura pastorale della diocesi pesciatina.

## Storia
La tradizione vuole che la religione cristiana sia stata introdotta a Pescia e in Valdinievole da san Paolino, primo vescovo di Lucca. Nel V secolo, sempre secondo la tradizione, un altro vescovo di Lucca, san Frediano, fondò una fitta rete di pievi su tutto il territorio lucchese, tra cui si dice le pievi di Santa Maria di Pescia, San Pietro alla Nievole (l'odierna Pieve a Nievole), San Tommaso di Arriano (l'odierna Castelvecchio Valleriana, frazione montana di Pescia), San Pietro in Campo (attualmente nel comune di Montecarlo).
La pieve di Pescia fu consacrata nel 1062 dal papa e vescovo di Lucca Alessandro II, al secolo Anselmo da Baggio, che fino al 1057 ne era stato pievano. Durante il Medioevo, grazie alla sua centralità e facile raggiungibilità dalla città di Lucca, oltre che per la nascita di un fiorente mercato, il Mercato Longo, nei suoi pressi, la pieve di Pescia acquistò sempre più importanza e finì con l'imporre la sua supremazia sulle altre pievi della Valdinievole. Divenne sede di capitolo e i pievani furono i principali interlocutori in loco del vescovo di Lucca.
Nel XIV secolo, Pescia e la Valdinievole, fino ad allora sotto la giurisdizione civile di Lucca, dopo varie vicissitudini, passarono sotto il dominio di Firenze, rimanendovi sino all'unità d'Italia; dal punto di vista ecclesiastico, tuttavia, permasero sotto Lucca. Questa situazione favorì la separazione di questi territori dall'arcidiocesi di Lucca.
Il 15 aprile 1519, con la bolla Sacri apostolatus di papa Leone X, fiorentino di casa Medici, Pescia fu elevata al rango di prepositura nullius dioecesis, sottratta alla giurisdizione ecclesiastica di Lucca e resa immediatamente soggetta alla Santa Sede; da Pescia dipendevano, oltre alla città e ai contadi a lei sottomessi, la Valdinievole e la Valle Ariana orientale. La bolla concesse al preposto del capitolo della collegiata le funzioni di un quasi-vescovo, con l'uso degli abiti pontificali, il diritto di visita in tutte le parrocchie della sua giurisdizione, la facoltà di radunare sinodi e di amministrare gli ordini minori ai chierici. Tuttavia il prevosto non poteva amministrare il sacramento dell'Ordine, per cui gli aspiranti sacerdoti dovevano rivolgersi ai vescovi limitrofi per essere consacrati.
Con la bolla Inter caetera del 23 settembre successivo, Leone X stabilì il numero dei canonici della collegiata prepositurale ed affidò ai vescovi di Pistoia e di Forlì e all'abate di Vallombrosa il compito di insediare il primo prevosto Lorenzo de Cecchi. Questi ottenne da papa Clemente VII nel 1528 la conferma dell'erezione della prepositura e dell'esenzione dalla giurisdizione di Lucca; e nel 1534 da papa Paolo III, la soluzione di problemi sorti tra il preposto e i membri del capitolo della collegiata.
Nell'epoca post tridentina i prevosti di Pescia si distinsero per la celebrazione di diversi sinodi per l'attuazione delle riforme ecclesiastiche nel territorio pesciatino. Si ricordano i sinodi celebrati da Guido de Guidi nel 1563, da Stefano de Cecchi nel 1606 e nel 1627, da Benedetto Falconcini nel 1694 e da Paolo Antonio Pesenti nel 1717.
Il 19 febbraio 1699, Pescia fu elevata al rango di città nobile dal granduca di Toscana Cosimo III. Il 17 marzo 1727 il pontefice Benedetto XIII elevò la prepositura al rango di sede vescovile immediatamente soggetta alla Santa Sede. Primo vescovo eletto fu Paolo Antonio Pesenti, già preposto nullius, che tuttavia morì prima della sua consacrazione episcopale.
Nel 1784 il vescovo Francesco Vincenti istituì il seminario diocesano nel soppresso convento di Santa Chiara.
Sul finire del XVIII secolo la diocesi fu ampliata con l'incorporazione della parrocchia di Massarella, nel comune di Fucecchio, che prima faceva parte della diocesi di Pistoia.
Il 1º agosto 1856 in forza della bolla Ubi primum di papa Pio IX la diocesi divenne suffraganea dell'arcidiocesi di Pisa.
Il 28 giugno 1963, con il breve Novus veluti, papa Paolo VI ha proclamato la Beata Maria Vergine di Fontenova patrona principale della diocesi.
Dal 14 ottobre 2023 è unita in persona episcopi alla diocesi di Pistoia.

## Cronotassi
Si omettono i periodi di sede vacante non superiori ai 2 anni o non storicamente accertati.

### Prevosti di Pescia
- Lorenzo de Cecchi † (1519 - 1541 deceduto)
- Giuliano de Cecchi † (1541 - 1562 deceduto)
- Cristiano Pagni † (1562 - 1562 deceduto)
- Guido de Guidi † (1562 - 1569 deceduto)
- Lorenzo Turini † (1569 - 1600 deceduto)
- Bernardo Segni † (1600 - 1600 deceduto)
- Stefano de Cecchi † (1601 - 1633 deceduto)
- Giovanni Ricci † (1634 - 1646 deceduto)
- Giambattista de Cecchi † (1646 - 1694 deceduto)
- Benedetto Falconcini † (1694 - 15 dicembre 1704 nominato vescovo di Arezzo)
- Mancino † (1705 - 1707 deceduto)
- Paolo Antonio Pesenti † (1707 - 17 marzo 1727 nominato vescovo di Pescia)

### Vescovi di Pescia
- Paolo Antonio Pesenti † (17 marzo 1727 - 1º agosto 1728 deceduto) (vescovo eletto)

- Bartolomeo Pucci † (20 settembre 1728 - 26 febbraio 1737 deceduto)
- Gaetano Incontri † (5 maggio 1738 - 29 maggio 1741 nominato arcivescovo di Firenze)
- Donato Maria Arcangeli † (28 febbraio 1742 - 26 dicembre 1772 deceduto)
- Francesco Vincenti † (14 giugno 1773 - novembre 1803 deceduto)
- Giulio de' Rossi † (29 ottobre 1804 - 2 febbraio 1833 deceduto)
- Giovanni Battista Rossi † (19 dicembre 1834 - 2 ottobre 1837 nominato vescovo di Pistoia e Prato)
  - Sede vacante (1837-1839)
- Vincenzo Menchi † (23 dicembre 1839 - 30 gennaio 1843 nominato vescovo di Fiesole)
  - Sede vacante (1843-1847)
- Pietro Forti † (12 aprile 1847 - 13 aprile 1854 deceduto)
- Giovanni Benini † (28 settembre 1855 - 27 aprile 1896 deceduto)
- Giulio Matteoli † (22 giugno 1896 - 24 marzo 1898 nominato vescovo di Livorno)
- Donato Velluti Zati di San Clemente † (24 marzo 1899 - 15 aprile 1907 dimesso[11])
- Giulio Serafini † (15 aprile 1907 - 16 dicembre 1907 dimesso[12])
- Angelo Simonetti † (16 dicembre 1907 - 14 agosto 1950 deceduto)
- Dino Luigi Romoli, O.P. † (27 febbraio 1951 - 24 giugno 1977 ritirato)
- Giovanni Bianchi † (27 giugno 1977 - 18 dicembre 1993 ritirato)
- Giovanni De Vivo † (18 dicembre 1993 - 20 settembre 2015 deceduto)
- Roberto Filippini (25 novembre 2015 - 14 ottobre 2023 ritirato)
- Fausto Tardelli, dal 14 ottobre 2023

## Statistiche
La diocesi nel 2023 su una popolazione di 120.200 persone contava 110.700 battezzati, corrispondenti al 92,1% del totale.
| anno | popolazione | popolazione | popolazione | presbiteri | presbiteri | presbiteri | presbiteri                | diaconi | religiosi | religiosi | parrocchie |
| anno | battezzati  | totale      | %           | numero     | secolari   | regolari   | battezzati per presbitero | diaconi | uomini    | donne     | parrocchie |
| ---- | ----------- | ----------- | ----------- | ---------- | ---------- | ---------- | ------------------------- | ------- | --------- | --------- | ---------- |
| 1969 | 87.742      | 87.854      | 99,9        | 45         |            | 45         | 1.949                     |         | 52        | 232       | 45         |
| 1980 | 102.500     | 103.400     | 99,1        | 79         | 45         | 34         | 1.297                     | 1       | 36        | 193       | 47         |
| 1990 | 101.099     | 101.982     | 99,1        | 58         | 45         | 13         | 1.743                     | 2       | 14        | 156       | 41         |
| 1999 | 103.375     | 106.458     | 97,1        | 75         | 43         | 32         | 1.378                     | 1       | 33        | 112       | 41         |
| 2000 | 103.800     | 106.874     | 97,1        | 70         | 43         | 27         | 1.482                     | 3       | 28        | 106       | 41         |
| 2001 | 104.850     | 108.052     | 97,0        | 75         | 48         | 27         | 1.398                     | 4       | 27        | 111       | 41         |
| 2002 | 106.167     | 108.437     | 97,9        | 70         | 44         | 26         | 1.516                     | 5       | 26        | 104       | 41         |
| 2003 | 104.925     | 109.426     | 95,9        | 69         | 42         | 27         | 1.520                     | 7       | 27        | 99        | 41         |
| 2004 | 105.093     | 109.567     | 95,9        | 71         | 42         | 29         | 1.480                     | 7       | 29        | 98        | 41         |
| 2013 | 113.000     | 121.500     | 93,0        | 72         | 47         | 25         | 1.569                     | 8       | 25        | 61        | 41         |
| 2016 | 112.600     | 122.200     | 92,1        | 70         | 47         | 23         | 1.608                     | 6       | 23        | 61        | 41         |
| 2019 | 112.800     | 122.400     | 92,2        | 71         | 48         | 23         | 1.588                     | 6       | 23        | 61        | 41         |
| 2021 | 111.460     | 120.950     | 92,2        | 71         | 48         | 23         | 1.569                     | 6       | 23        | 61        | 41         |
| 2023 | 110.700     | 120.200     | 92,1        | 71         | 48         | 23         | 1.559                     | 6       | 23        | 61        | 41         |